# Pedostibes kempi
Pedostibes kempi е вид земноводно от семейство Крастави жаби (Bufonidae).

## Разпространение
Видът е разпространен в Индия.